# Zelotes de Tesalónica

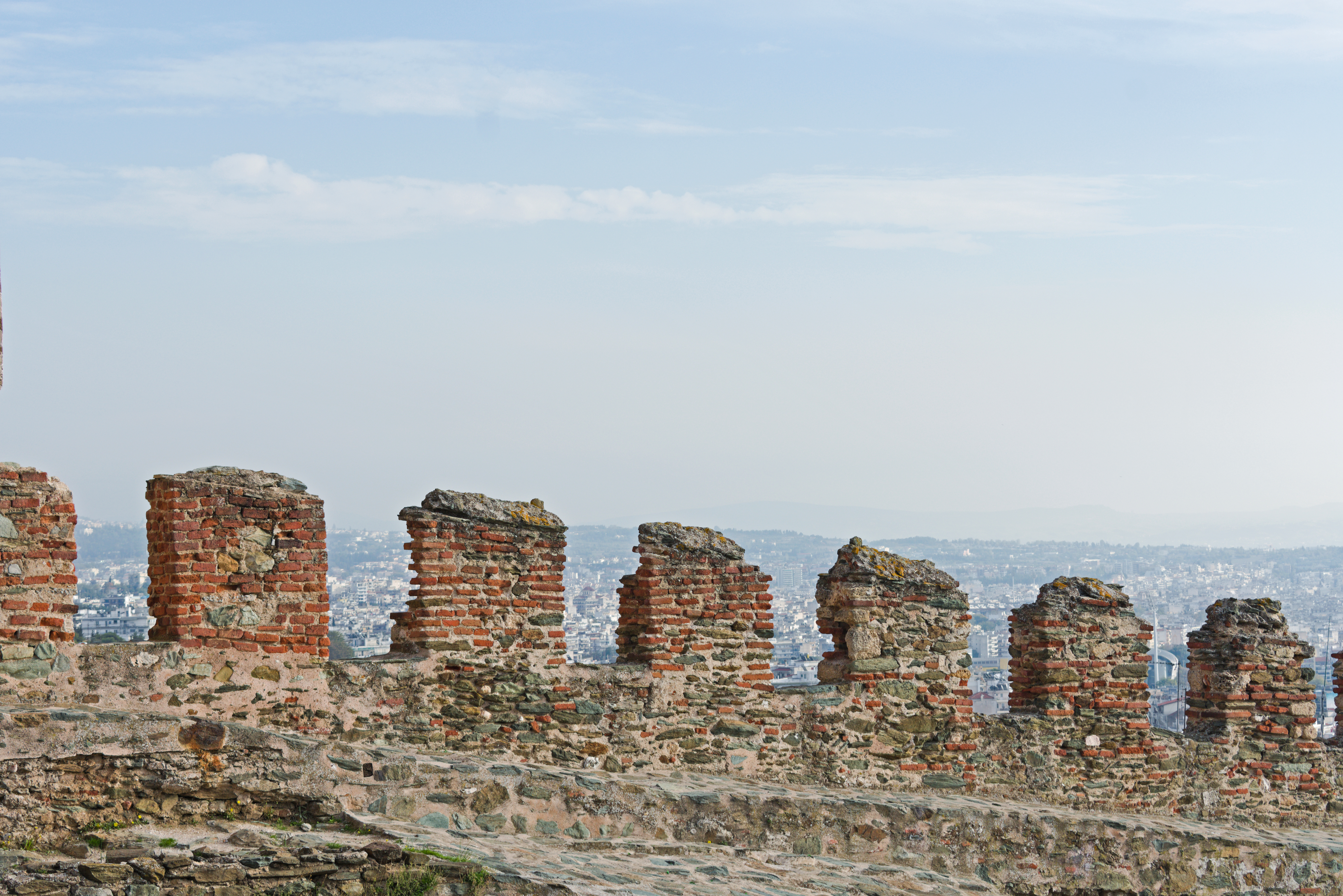

Los zelotes (griego: Ζηλωταί) fueron un grupo político antiaristocrático  y igualitarista que dominó los acontecimientos de Tesalónica desde 1342 hasta 1350. Las fuentes contemporáneas, notablemente contrarias al movimiento, proporcionan poca información, hacen mención de «agitadores y de la posición de los exarcas» (Bios de San Isidoro) y de «gente nueva», que antes no tenía nada que ver con el gobierno (D. Kydonis). Gregoras los caracteriza como un «grupo de chusma». El patriarca Filotheos (un hesicasta) los llama «forasteros» y «bárbaros», añadiendo que: «que se han reunido [...] desde nuestros confines más lejanos». La opinión que prevalece hoy en día es que eran un «estrato» de la sociedad, que «podían diferenciar del resto de la población» (A. Laios). También se ha registrado que se les llamaba «zelotes», porque ponían los intereses del pueblo por encima de los suyos (Thom. Magistros). 

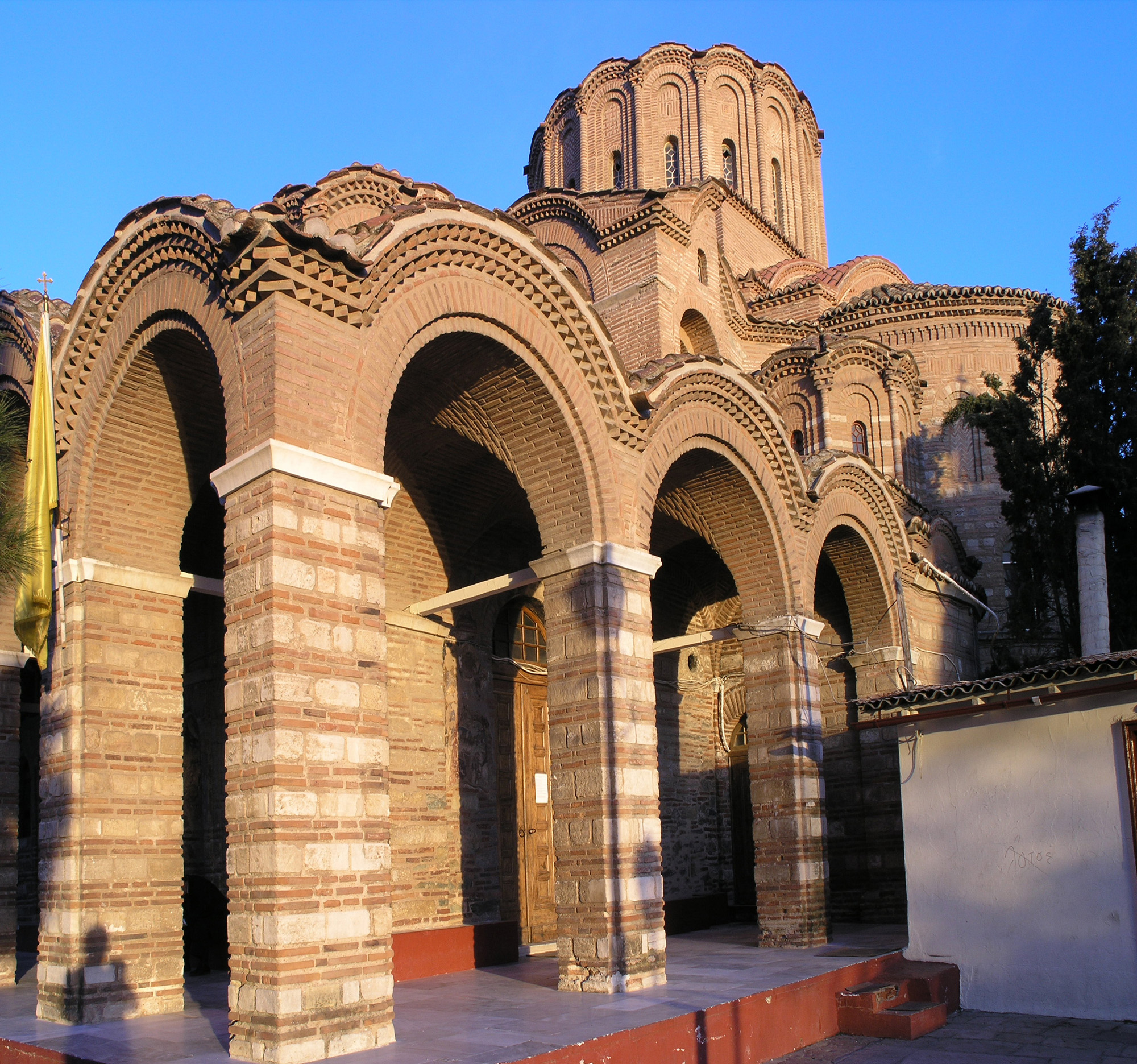
La iglesia del Profeta Elías, construida posiblemente sobre los restos de un palacio arrasado durante la revuelta zelote.

El término «fanáticos», ya familiar del Antiguo Testamento (Éxodo 20:5, 1 Esdras 8:72, 2 Macabeos 4:2) y el Nuevo Testamento (Hechos 21:20, 1 Corintios 14:12, Gálatas 1:14, Tito 2,14), pasó también a la vida social «bizantina» realidad con su connotación religiosa y con una carga más bien negativa, como se evidencia incluso en el Nuevo Testamento (Romanos 10:2): «... tienen celo, pero es un celo insensato»).el patriarca hesicasta Filotheos se refiere a ellos como «apóstatas de la Iglesia», Esto probablemente se refiere a su postura vehemente que, según un percepción había trastornado el orden establecido "enviado por Dios" o, debido a su reacción negativa hacia Palamás, el metropolitano canónico de Tesalónica, a quien Filotheos apoyaba, como alguien que pensaba como él. 
Sin embargo, se trata de una facción de evidente orientación política, que se podría calificar como proto-socialista con motivos y reivindicaciones sociales bien definidas: en el contexto de la opresión a la que estaban sometidos el Pueblo y de su miseria financiera. emerge una conciencia anti aristocrática o incluso anti plutocrática enfrentada a los ricos terratenientes y a favor de los hambrientos y oprimidos, dado que la mayoría de las filas de los zelotes estaba compuesta no sólo por monjes, sino también por mendigos y pobres. así las visiones de un cambio radical, la modernización económica y la reestructuración social habían se vinculaban a la posición de los zelotes. bebiendo de referencias al cristianismo primitivo  (cf. Hechos de los apóstoles 2, 4 y 6) pugnaban por propiedad común o al menos comunalidad, presumiblemente en la línea de futuros movimientos heréticos sin relación directa como los anabaptistas del siglo XVI (omnia sunt communia)  frente a la creciente desigualdad e injusticia social, debido a la acumulación de tierras y riquezas en manos de unos pocos "pronoiarioi", que servían al Imperio en los ejércitos regionales en el régimen denominado pronóia: donde se les concedía parcelas (stratiotita themata) aquellos que concentraban más poder no servían como soldados comunes, sino como oficiales. Como terratenientes, se comprometieron a proveer a sus tropas con equipo militar y suministrar al ejército hombres de entre los agricultores que vivían en sus tierras como inquilino.
los zelotes Tenían lazos claves con el conocido gremio de marineros encabezado por nobles miembros de Paleólogos , La colaboración entre los zelotes y los marineros fue debida a una coincidencia de intereses mutuos. En otras ciudades, los comerciantes también participaron en esta colaboración.  por otro la presencia de un gran número de monjes también explica la ausencia de tendencias antirreligiosas, así como la existencia de una ideología social, que se conserva permanentemente en un cenobio monástico ortodoxo
Acerca de su gobierno en la ciudad griega, nos llegan escasos datos, pero sabemos que lograron establecer un autogobierno ciudadano efectivo durante ocho años. Aunque confiscaron las propiedades de la aristocracia y redistribuyeron la riqueza, es difícil saber si los zelotes tenían un verdadero programa de reformas sociales. Una posible explicación a estas medidas podría ser que al estar la ciudad bajo un constante estado de sitio, se pudo haber desarrollado una sociedad igualitaria, haciéndola una experiencia con ciertos paralelismo a lo que luego sería la comuna de París del siglo XIX durante las guerras franco-prusianas

## Contexto
A principios del siglo XIV, el Imperio bizantino entró en un dramático declive. Una gran guerra civil en la década de 1320, acompañada de invasiones desde todas las fronteras, debilitó el Imperio, y a medida que se volvía más pobre, la miseria de las grandes masas del campo y las ciudades se hacía más insoportable. Tanto en la zona rural como en la urbana la riqueza se concentraba en manos de una pequeña clase aristocrática, y fue contra ellos a la que se dirigió la amargura de la plebe.
En octubre de 1341 el líder de la todopoderosa clase aristocrática era Juan Cantacuceno, que después de la muerte del emperador Andrónico III Paleólogo había asumido la regencia del joven hijo de este, Juan V. Una facción en Constantinopla, formada alrededor del influyente megaduque Alejo Apocauco, se confabuló contra Cantacuceno, logrando el apoyo de la emperatriz viuda Ana de Saboya y el patriarca Juan Calecas. El conflicto entre los conspiradores, que aspiraban a formar una nueva regencia, y Cantacuceno,  que con el golpe había realizado una provocación a la conciencia y mentalidad por su carácter laico  (contra el respeto por la monarquía y la legalidad dadas por Dios). Además, el Los zelotes estaban vinculados sentimentalmente a la familia de los Paleólogos, porque algunos de sus Los miembros gobernaron Tesalónica. Y luego, a pesar de que Cantacuceno estaba claramente a favor de una administración centralizada, los zelotes lucharon por la autonomía.estalló abiertamente en .
Esta disputa política y dinástica rápidamente se transformó en una basada en las clases sociales: mientras los terratenientes de Macedonia y Tracia y las clases adineradas apoyaron en general a Juan Cantacuceno, las clases medias y bajas apoyaron la regencia de Apocauco. Su crisis sociopolítica (evidencia de su desorganización y descomposición) se entretejía con disputas espirituales (evidencia de vigor y robustez espiritual). Es posible que la contracción territorial del Imperio haya progresado (territorios compartidos entre serbios, búlgaros y otomanos), sin embargo, un renacimiento de la educación y el florecimiento teológico-espiritual propicio potentes querellas religiosas entre facciones que competían entre sí en sus intentos de influir en la organización y en la administración de la Iglesia. Su aparición en la vida del Imperio puede ser vistos ya en el siglo IX: eran los "zelotes" y los "políticos". Los primeros eran partidarios de la independencia de la Iglesia del Estado; subestimaban la educación y mostraban una lealtad fanática hacia la tradición. teniendo a la mayoría de los monjes a su favor e influyeron en el pueblo muy notablemente. Los "políticos" tenían una ideología diametralmente opuesta: tolerantes con la separación del Estado y de la Iglesia, estaban a favor de la educación escolar, estaban vagamente ligados a la tradición, tenían influencia entre los el clero secular y las clases educadas de la sociedad. Con respecto a Occidente, los zelotes estaban en contra de la unificación, mientras que los políticos estaban a favor. esta polémica toma forma otra vez en el siglo XIV con la disputa entre los misticistas hesicastas o palamistas y los intelectuales o barlaamitas, que promovían el estudio de la filosofía y la apreciación de la herencia de la Antigua Grecia.

## Ascenso de los zelotes
Tesalónica en aquella época era la segunda ciudad del Imperio después de la misma Constantinopla. Rica y por lo menos tan poblada como la capital, su población estaba resentida por el control de la lejana Bizancio, y ya una vez se habían rebelado contra el gobernador nombrado desde Constantinopla: en 1322, durante la primera guerra civil entre los Paleólogos, se expulsó al déspota Constantino Paleólogo en favor de Andrónico III y su lugarteniente Juan Cantacuceno. Cuando se produjo la segunda guerra civil, el control de la urbe era de gran importancia para ambos bandos, y los partidarios aristocráticos de Cantacuceno, encabezados por el gobernador Teodoro Sinadeno, trataron de entregársela. La gente común, sin embargo, reaccionó liderada por los trabajadores portuarios y los marineros, expulsándoles y tomando el control de la ciudad. Apocauco llegó pocos después con una flota e instaló como gobernador nominal a su hijo el megas primikērios Juan. El poder real de Tesalónica residía en el líder de los zelotes, Miguel Paleólogo, quien junto a Juan tenía el título de arconte. Se estableció un consejo –boulē–, pero su composición y funciones no están claros.
A pesar de que los zelotes, a lo largo de su existencia, siguieron reconociendo como legítimo emperador a Juan V Paleólogo, la ciudad fue organizada como una comuna o una república popular, bajo la que las propiedades de los patricios fueron confiscadas. Los zelotes, que eran considerados discípulos de Barlaam de Seminara y Gregorio Acindino en los círculos conservadores eclesiásticos, se opusieron violentamente a los hesicastas, que apoyaban a Cantacuceno. Los zelotes políticos eran por tanto enemigos de los «zelotes» de la Iglesia ortodoxa.
Miguel y Andrés Paleólogo fueron los líderes de la revuelta. A pesar de los esfuerzos por identificarlos, no encajan de ninguna manera en el árbol genealógico conocido de la dinastía Paleólogo, y ni siquiera podemos establecer una relación entre los dos. Pueden provenir de algún tipo de familia cliente o familias que tomaran el nombre dinástico como extensión. Pero un punto permanece insoslayable: los llamados «revolucionarios» siempre se identificaron con la legitimidad de los Paleólogos.

## Golpe de Apocauco, reacción y terror
Durante los años siguientes, la ciudad resistió exitosamente los intentos de Cantacuceno de conquistarla con la ayuda de sus aliados, el emir selyúcida Umur de Aydın y el rey Esteban Dušan de Serbia. Sin embargo, poco a poco la victoria se inclinaba hacia Cantacuceno, a pesar de lo cual Juan Apocauco urdió una conspiración contra sus aliados zelotes. Se puso en contacto con los restos de la aristocracia cantacucenista, y después de haber muerto Miguel Paleólogo, asumió él mismo el poder. Pero, tras enterarse de la muerte de su padre en la capital imperial en junio de 1345, Apocauco decidió entregar Tesalónica a Cantacuceno, a lo que se opuso una muchedumbre dirigida por Andrés Paleólogo, el otro líder de los estibadores –parathalassioi–. El megaduque y casi un centenar de aristócratas fueron linchados, y todo aquel sospechoso de «cantacucenismo» estaba expuesto a ser asesinado y su casa y propiedades saqueadas.

## Final
En 1347, el emperador Juan V y Cantacuceno firmaron la paz, consiguiendo el último ser convertido en coemperador, pero los zelotes ignoraron el acuerdo y las órdenes de la nueva autoridad, tales como el nombramiento de Gregorio Palamás, un Barlaamita como su arzobispo. La ciudad permaneció aislada del mundo, sufrió la peste negra y estuvo además sujeta a la constante amenaza de Esteban Dušan. La situación se hizo cada vez más desesperada, y se llegó a hablar de entregar la ciudad a la protección de los extranjeros, es decir, al Imperio serbio. Sin embargo, esto era inaceptable para los tesalonicenses, incluyendo al otro arconte, Alejo Láscaris Metoquites. A finales de 1349, los zelotes fueron derrotados y Andrés Paleólogo huyó al monte Athos. Siguieron las negociaciones, y en 1350, Cantacuceno hizo una entrada triunfal en la ciudad acompañado del emperador Juan Paleólogo y Palamás.

## Legado e interpretación
El intento de dar una interpretación marxista de los acontecimientos de Tesalónica no fue omitido (por ejemplo, G.Kordatos), dentro de los límites de la investigación de la sustentos históricos de la prehistoria de la ideología marxista. Sin embargo, aunque las fuentes existentes pueden permitir una verificación de puntos comunes, para calificar al movimiento como proto socialista, y con experiencias de siglos posteriores (guerra de los campesinos alemanes en el siglo XVI en Alemania, debates en putney, la comuna de París) sin embargo, hay que partir por la presuposición de excluir toda certeza de una completa coincidencia ideológica . la falta de datos impide la relación, incluso con el acontecimiento mismo, ya que la posición de los zelotes en Tesalónica no comenzó como una revolución social con una organización independiente y un objetivo prediseñado, sino que no era más que un movimiento circunstancial y un aspecto (o fase) de la guerra civil (según P. Christou). 
El Pueblo tenía participaron en la revolución, sólo para la resolución de sus propios problemas, sin conexión alguna con lo que serían los conocidos "levantamientos agrarios" . El carácter de este movimiento siguió siendo puramente urbano y social. Además no hay testimonios que indiquen que los zelotes se hubieran vuelto básicamente contra las iglesias y los bienes monásticos; por el contrario, permanecieron fiel al emperador legal y partidario del Patriarca, I. Kalekas. Según profesor Nicol, lo que es extraño es que los ricos terratenientes (aristócratas) y La aristocracia militar era la que se oponía a la Iglesia y a sus propiedades. Pero también está la vista, que ha sido presenciada en la que los refugiados de las tierras que habían sido conquistadas por los serbios habían a los pobres de Tesalónica y que eran ellos los que habían presionado a los zelotes para que se volvieran contra los ricos, con saqueos como resultado final. Porque es un hecho que los crímenes atroces no estuvieron ausentes del conjunto procedimiento. En 1347-49, cuando los zelotes habían tomado el control total de Tesalónica, habían arrojado a los ricos desde lo alto de las murallas de la ciudad, mientras asesinaban otros que estaban escondidos dentro de la ciudad. Este fue el aspecto más violento de su revolución, sino también de la guerra en general.
1. ↑  Bartusis, 1997, p. 95.
2. ↑  Nicol, 1993, p. 193.
3. ↑  Lowry y Gordon, 1998, p. 411.
4. ↑  Runciman, 1970, p. 27.
5. ↑  Barker, 2002, p. 16.
6. 1 2 3 4 5  Barker, 2002, p. 17.
7. ↑  Nicol, 1993, p. 195.
8. ↑  «Gregory Palamas: Historical Timeline» (en inglés). Monachos.net. Archivado desde el original el 27 de enero de 2012.
9. ↑  Barker, 2002, p. 20.
10. ↑  Bartusis, 1997, pp. 95-6.
11. 1 2  Barker, 2002, p. 18.
12. ↑  «13. The Fourth Hierarch and Theologian» (htm). Saint Gregory Palamas as a Hagiorite (en inglés). Virtual Interactive Center. Archivado desde el original el 18 de febrero de 2007.
13. ↑  «Zelotes: una revolución "marxista" en Bizancio».